# Papaioea
Papaioea est une banlieue de la cité de Palmerston North située dans l’Île du Nord  de la Nouvelle-Zélande.

## Toponymie
Son  nom vient du nom d l’installation originale dans une clairière de la forêt, qui avait été achetée aux Māori locaux des Ngāti Rangitāne en 1864.
Le nom fut utilisé pour décrire aussi Palmerston North.
Toutefois, plus tard le nom fut oublié avec la translittération de Pamutana étant préférées (spécialement dans le cadre de la « Native Land Court) ».
Le nom Papaioea ne refit pas surface avant 1920 et est parfois préféré pour faire référence à la cité de Palmerston North dans son ensemble.
La localité de Papaioea a de multiples magasins,
points de vente de nourriture et supermarchés, incluant le centre commercial de Terrace End Shopping Centre (Broadtop) sur Broadway Avenue.
There are real estate agencies, une clinique vétérinaire, une clinique médicale et plusieurs églises, incluant la Broadway Methodist Church.
Aorangi Hospital, autrefois connu sous le nom de Mercy Hospital, était un établissement hospitalier privé situé dans le nord-ouest de la banlieue.
Il a depuis été démolis et les services déplacés vers le Crest Hospital à proximité de Carroll Street. Le site est maintenant occupé par la Broadway Radiology qui siège dans un nouveau bâtiment moderne.
Les bureaux du conseil Horizons Régional Council sont aussi localisé dans Papaioea.
- Papaioea Park est localisé dans le nord de la banlieue[2] .

Il est utilisé comme terrain de football et de cricket par des clubs de bas grade et est limité par des clôtures sur Featherston Street et Ruahine Street .
Le conseil du borough de Palmerston North a décidé de réserver des terrains pour le parc en 1920 .
Il choisit alors le nom de Papaioea pour commémorer le village initial qui était dans le secteur. IL y eut néanmoins une erreur de prononciatioin et il fut appelé : "Papaeoia".
Ceci ne fut pas corrigé jusqu’en 1970.
La première étape du développement des nouveaux logements sociaux ouvrit dans le secteur en 2019.
Le conseil de la cité de Palmerston North (en) en appela au financement du gouvernement pour une deuxième étape du projet durant la pandémie de coronavirus en 2020.
Le secteur de Palmerston North Hospital est identifié comme une zone séparée pour Statistics New Zealand. 
Sur le sud du site de Tremaine Avenue il y a une prédominance de zones suburbaine avec trois rues alignée et des avenues. 
Le coté nord de Tremaine Avenue est dominé par les activités commerciales et industrielles. 
La caractéristique de ce secteur est d'inclure le  Arohanui Hospice, le Northern Bowling Club, Rimu Lodge Rest Home, Willard Rest Home, et Wahikoa Park 

## Démographie
Le secteur de Papaioea couvre une surface de 2,48 km2 et a une population estimée à 7510 habitants  en juin 2024 avec une densité de population de  2,48 personnes par km2.
La localité de Papaioea avait une population de 7020  habitants lors du recensement néo-zélandais de 2018, en augmentation de  441 personnes (6,7 %) depuis le recensement néo-zélandais de 2013 et en augmentation de 237 personnes (3,5 %) depuis le recensement néo-zélandais de 2006.
Il y avait 2913 logements comprenant 3348 hommes et 3678 femmes, donnant un sexe-ratio de 0,91 homme pour une femme, avec 1107 personnes (15,8 %) âgées de moins de 15 ans, 1842 personnes (26,2 %) âgées de 15 à 29 ans, 2838 personnes (40,4 %) âgées de 30 à 64 ans et 1236 personnes (17,6 %) âgées de 65 ans ou plus.
L’ethnicité était pour 74,2 % européens/Pākehās, 15,5 % personnes du peuple Māori, 3,4 % personnes venant des îles du Pacifique (en), 16,1 % d’origine asiatiques (en) et 2,9 % d’une autre ethnicité.
Les personnes peuvent s’identifier avec plus d’un ethnicité en fonction de l’origine de leurs parents.
Le pourcentage de personnes née outre-mer était de 23,2, comparé avec les 27,1 % au niveau national.
Bien que certaines personnes choisissent de ne pas répondre à la question du recensement concernant leur affiliation religieuse: 47,0 % n’ont aucune religion, 36,0 % se disent chrétiens (en), 1,0 % ont des croyances religieuses Maori (en), 2,5 % sont hindouistes (en), 2,0 % sont musulmans, 1,2 % sont bouddhistes (en) et 3,0 % ont une autre religion.
Parmi ceux d’au moins 15 ans d’âge, 1500 personnes (25,4 %) ont une licence ou un degré universitaire supérieur et 1011 personnes (17,1 %) n’ont aucune qualification formelle.
810 personnes (13,7 %) gagnent plus de 70000 $  comparé avec les 17,2 % au niveau national.
Le statut d’emploi de ceux d’au moins 15 ans d’âge est pour 2667 personnes (45,1 %) un emploi à temps plein, pour 831 personnes (14,1 %) un emploi à temps partiel et  306 personnes (5,2 %) sont sans emploi.
| Nom                         | surface (km2) | Population | Densité (par km2) | logements  | âge médian | revenus médian |
| --------------------------- | ------------- | ---------- | ----------------- | ---------- | ---------- | -------------- |
| hôpital de Palmerston North | 1,07          | 2562       | 2394              | 975        | 37,0 ans   | 35000 $        |
| Papaioea North              | 0,80          | 2511       | 3139              | ht;"\|1053 | 37,7 ans   | 24400 $        |
| Papaioea South              | 0,60          | 1947       | 3245              | 885        | 33,0 ans   | 24400 $        |
| Nouvelle-Zélande            |               |            |                   |            | 37,4 ans   | 31.800 $       |

## Éducation
- L’école de Russell Street est une école primaire, publique, mixte , allant des années 1 à 6 [13],[14] avec un effectif de 353 élèves en novembre 2024[15].

- Les écoles école secondaire de Palmerston North (en) et le collège Queen Elizabeth (en) sont aussi localisées dans le secteur.